# ミナミクイナ
ミナミクイナ(南水鶏、学名：Rallus striatus) は、ツル目クイナ科に分類される鳥類の一種である。別名ハシナガクイナとも呼ばれる。本種をニュージーランドクイナ属（Gallirallus）に分類する説もある。その場合学名は、Gallirallus striatusとなる。

## 分布
南アジア（インド、スリランカ、バングラデシュ）から、東南アジア（フィリピン、マレーシア、インドネシア、タイ、ミャンマー）、中国南部、台湾に分布する。インドで繁殖した個体は、冬季南方へ渡り越冬する。

## 形態
体長25-30cm。雄は額から頭頂部、後頸が赤茶色で、背中から脇、雨覆は黒地に白色の縞状になっている。頬から喉は白色、頸から胸にかけては青みがかった灰色で、腹から下尾筒にかけては白色と暗い褐色の縞模様になっている。虹彩は赤色、嘴は灰色で基部はピンク色、脚は緑色がかった灰褐色である。雌は雄に比べて体の上面の色がにぶく、腹部が白っぽくなる。

## 生態
マングローブ林、低地の湿地や沼地に生息するほか、人里近くの水田などにも生息している。
植物の葉や種子、昆虫類、陸生の貝類などの軟体動物、小型の甲殻類、昆虫類などを食べる。
湿地の茂みの中に営巣し、1腹5-9個の卵を産む。抱卵日数は19-22日で、雌雄共同で抱卵、育雛する。

## 亜種
以下の7亜種に分類される。
- Rallus striatus striatus

基亜種。フィリピン、スラウェシ島、ボルネオ島北部に分布する。
- Rallus striatus albiventer

インドからミャンマー、タイにかけて分布する。
- Rallus striatus obscurior

アンダマン諸島、ニコバル諸島に分布する。
- Rallus striatus gularis

マレーシア、インドネシアに分布する。
- Rallus striatus jouyi

中国南部の沿岸部に分布する。
- Rallus striatus taiwanus

台湾に分布する。
- Rallus striatus paratermus

フィリピンのサマール島に分布する。